# مبارك بن شحيمان
مبارك بن سعيد بن حمد بن شحيمان ال فهيد الهاجري، شاعر نبطي قطري يعرف بتوجهه الشديد نحو الصراعات الاجتماعية والسياسية، وله ديوانان شعريان، ويعتبره الكثيرون من أفضل شعراء الشعر النبطي الحديث، حظي بشهرة واسعة في منطقة الخليج رغم انه تعمد الاختفاء خلف الكواليس وعدم الظهور إعلامياً.

## حياته
ولد الشاعر بداية العشرينيات من القرن الماضي في إحدى صحاري دولة قطر في مكان يسمى (بر الأبرقة)، حيث كانت تنتمي قبيلته ووالداه آنذاك وكانت القبائل تتنقل من أماكنها حسب فصول السنة وذكر الشاعر ذلك حيث قال إنه ما إن حان الشتاء إلّا انهم يتنقلون بين الخرارة والزور وبروق وسواحل دخان والعامرية وكلها صحاري تابعة لدولة قطر حالياً. ترعرع الشاعر في بيئة شعرية أدبية منذ الصغر وكان منذ صغره مولع بالشعر وكان يحب مجالسة الشعراء والاستماع الي ما يلقون من قصائد، وكان أبوه شاعراً وراوياً، وكان لديه أصدقاء شعراء كثر من أهمهم الشاعر «عمير بن راشد بن عفيشة»، الذي كان يجالس الشاعر ويستمع إلى ما يكتبه من الشعر. وكان يقول له إنه سيسطع نجمه ويصبح شاعرا كبيرا يوم ما، واجتهد ليصبح على معرفة بكبار الشعراء وأحوالهم ليتعلم أكثر وأكثر. وإلى جانب حياته الأدبية فقد عمل في بعض شركات النفط في الخليج بعد أن عمل في البحرين.

### حياته العلمية
نشأ الشعر مبارك بن شحيمان في وقت لم تكن هناك مدارس نظامية، وبعد إنشاء المدارس، قامت الحكومة بتشجيع الناس لإقبال على التعليم بصورة أكبر. وذكر الشاعر بأن حبه للعشر هو ما دفعه للانضمام إلى التعليم، وذلك حتى يتمكن من كتابة قصائده بيده. وقد تعلم اللغة العربية في الصغر، وتعلم كثيرا من المعلومات الثقافية التي كانت جزء مهما لتكوين قصائده. كما تعلم اللغة الإنجليزية وأحسن نطقها بفضل اشتغاله في عدة شركات، ومنها شركة شل وزيت العربي في بدايات قطر.

### ميوله الشعري
عُرف الشاعر مبارك بميول قصائده إلى أغراض الفخر، وتطرق لأغراض شعرية مختلفة أبرزها المدح، والرثاء، والحكمة، والتوجه إلى الله، والسياسة والجغرافيا. وكان يستخدم الشعر ويسخره من أجل المجتمع، حيث إن بعض قصائده تنتقد السياسات الحكومية وبعضها وطنية. كما تطرق لغرض المناجاة في العديد من قصائده. لم يعرف عن الشاعر تطرقه لمجال شعر الغزل ولم يكتب الكثير منه، ورغم ذلك، اشتهرت له بعض الأبيات الغزلية، وذلك لما لاقت من إعجاب جماهيري كبير مثل القصيدة «ابن عبود» وأبيات أخرى ألقاها في مقابلة تلفزيونية ونذكر منها:

## أهم أعماله
كانت بصمة الشاعر في ساحة الشعر النبطي غزيرة وطويلة، إلى أن وافته المنية في أكتوبر من عام 2015م (رحمه الله) وتعتبر الأعمال المنشورة جزء قد يصل إلى 40% فقط من نتاج الشاعر الكلّي، حيث وُجد جزء كبير من القصائد المكتوبة بيد الشاعر نفسه على بعص القصاصات الورقية بين مذكراته ولكنها ما زالت غير منشورة، ومن
أهم الأعمال المنشورة ما يلي:
- ديوان تيار القصيد 1 تم نشره عام 2003م.
- ديوان تيار القصيد 2 والذي نشر عام 2012م.
- قصيدة التوبة عام 2014م.
- سجين وحزين 2007م.
- ابن عبود 2011م، قصيدة لاقت رواج عالي بين فئة الشباب الخليجي، قالها الشاعر عندما ذهب لأحد اطباء العلاج الروحاني (الرقية الشرعية)، بعد أن عجز الاطباء عن تشخيص حالته.
- ديوان تيار القصيد 3، وهو ديوان يحتوي على الجزء غير المنشور من قصائد الشاعر، من المتوقع أن يتم نشره خلال العام الجاري حسب تصريحات أحد أحفاده.

### ومن أجمل قصائده:[4]
- قصيدة سعيد ابن أخوه:

- قصيدة ظياغم في الشيخة موزا بنت ناصر المسند:

- قصيدة يمدح فيها الشيخ حمد بن خليفة:

- قصيدة الشيخ حمد بن خليفة:

- قصيدة في مدح الشيخ خليفة بن حمد:

- قصيدة الاجواد والانذال:

- قصيدة "على الأبرقة"، وهي بئر تقع في منطقة الأبرقة بين العوينة وروضة الفرس بغرب قطر: